# 大ノ高純市
大ノ高 純市（おおのたか じゅんいち、1891年8月10日 - 1948年4月30日）は、青森県南津軽郡藤崎町出身で高砂部屋、振分部屋に所属した力士。本名は中村 佐助。168cm、88kg。最高位は西前頭10枚目。

## 経歴
浪ノ音健藏を頼って入門。1911年6月に初土俵、1916年5月十両昇進。1917年新入幕。幕内に都合7場所在位したが勝ち越すことが出来ず、1922年1月廃業した。

## 成績
- 幕内7場所22勝35敗3分預
- 三段目優勝1回、序ノ口優勝1回。

## 改名
大ノ高→岩木山→大ノ高